# 麻見奈央
麻見 奈央（あさみ なお、1982年5月14日 - ）は、千葉県鎌ケ谷市出身の元女優、元タレント。血液型はO型。元所属事務所はJMO（芸映と業務提携）。旧芸名は三瓶 あさみ（さんぺい あさみ）。

## 略歴
- 14歳の頃、テレビ東京系『ASAYAN』のCM美少女オーディションの最終候補に残ったのがきっかけで芸能界入り。なお、同オーディションの合格者は池脇千鶴。その後「三瓶あさみ」名義でミュージカル『美少女戦士セーラームーン』に代表される芸能活動を行う。
- 千葉れみ、深谷麻梨絵と共にアイドルグループ・『インディーズ』のメンバー。
- 1999年、事務所移籍をきっかけに芸名を「麻見奈央」に改名。同年「大原学園」のCMに出演（2004年頃まで）。
- 『人気者でいこう!』のレギュラー争奪オーディション企画に参加したのをきっかけに、2001年、アイドルグループBONITAの一員となる。2002年に同グループ解散後は、女優としてテレビドラマ、舞台等に出演。
- 2004年、ファンクラブ解散。麻見本人の芸能活動は継続する事も含めて、HP「麻見奈央のページ」（後述）で発表が有った。

## 出演

### テレビドラマ
- 月曜ミステリー劇場 万引きGメン・二階堂雪10「ねたみ」（2003年5月26日、TBS系） - 野添めぐみ 役

### バラエティ番組他
- 人気者でいこう!（2000年 - 2001年9月、ABCテレビ/テレビ朝日系）
- 弾丸!ヒーローズ（2001年10月 - 2002年2月、ABCテレビ/テレビ朝日系） - BONITAとして

### CM
- 大原学園（1999年 - 2004年）

### 映画
- 死びとの恋わずらい（2001年）- 佐藤直子 役

### 舞台
- ミュージカル「美少女戦士セーラームーン」（1998年）- 土萠ほたる・セーラーサターン 役
- 阿修羅城の瞳（2003年）- 笑死 役

## 出版

### 写真集
- Don't Pass Me（2000年、ワニブックス）

### ビデオ・DVD
- Graduation（2001年、ビームエンタテインメント）

## ディスコグラフィー
- インディーズのテーマ（1999年）千葉れみ、深谷麻梨絵（深谷まりえ）と共に結成したグループ「インディーズ」として

他にBONITAの項も参照。